# Węzeł autostradowy Erfttal
Węzeł autostradowy Erfttal (niem. Autobahndreieck Erfttal) – węzeł drogowy na skrzyżowaniu autostrad A1 i A61 w kraju związkowym Nadrenia Północna-Westfalia w Niemczech. Nazwa węzła pochodzi od doliny rzeki Erft.
| Z                | Do                | Średnie dzienne natężenie ruchu |
| ---------------- | ----------------- | ------------------------------- |
| AS Hürth (A1)    | AD Erfttal        | 48 900                          |
| AD Erfttal       | AS Erftstadt (A1) | 89 800                          |
| AS Gymnich (A61) | AD Erfttal        | 41 300                          |